# Centrelus boreus
Centrelus boreus är en mångfotingart som först beskrevs av Loomis 1966.  Centrelus boreus ingår i släktet Centrelus och familjen Atopetholidae. Inga underarter finns listade i Catalogue of Life.